# Łomaczynci (obwód czerniowiecki)
Łomaczynci (ukr. Ломачинці) – wieś na Ukrainie, w obwodzie czerniowieckim, w rejonie dniestrzańskim, w hromadzie Sokiriany. W 2022 liczyła ponad 2000 mieszkańców.